# 岡山県道449号押淵皿線
岡山県道449号押淵皿線（おかやまけんどう449ごう おしぶちさらせん）は、岡山県津山市を通る一般県道である。

## 概要
津山市押渕と津山市皿を結ぶ。
起点の地名表記は津山市押渕だが路線名称は押淵皿線になっている。淵が正字であり、古い時代の資料などでも淵の字が見られる。現在の津山市例規での地名は俗字を用いた押渕となっている。

### 路線データ
- 起点：津山市押渕（岡山県道26号津山柵原線交点）
- 終点：津山市皿（津山市皿南交差点、国道53号交点）
- 総延長：6.66 km

## 歴史
- 1973年（昭和48年）3月20日 - 岡山県告示第326号により認定される。

## 地理

### 通過する自治体
- 津山市

### 交差する道路
| 交差する道路            | 交差する場所 | 交差する場所            |
| ----------------------- | ------------ | ----------------------- |
| 岡山県道26号津山柵原線  | 押渕         | 起点                    |
| 中部台地広域農道        | 荒神山       |                         |
| 国道53号 国道429号 重複 | 皿           | 津山市皿南交差点 / 終点 |

交差する鉄道
- 津山線

### 沿線
- 吉井川
- 津山市立佐良山小学校